# Ogcocefàlids
Els ogcocefàlids (Ogcocephalidae) són una família de peixos teleostis bentònics de l'ordre dels lofiformes, coneguts popularment com a peixos ratpenat. Viuen en les aigües profundes de l'Atlàntic, de l'oceà Índic i de l'Oest del Pacífic.

## Característiques
Són peixos deprimits dorsoventralment semblants a rajades, amb un cap circular, triangular o en forma de capsa (en els Coelophrys) i una cua petita.
El peix ratpenat més gran arriba a aproximadament 50 centímetres de longitud. L'illicium (aleta radiada dorsal modificada al davant del cap dels Lophiiformes, que serveix d'esquer) pot ser retractat en una cavitat a sobre la boca. No és lluminós, com en la majoria dels altres Lophiiformes, però secreta un líquid que actua com un esquer químic per a atreure les preses.

## Història natural
L'anàlisi del contingut del seu estómac indica que els peixos ratpenat s'alimenten de peixos, de crustacis i de cucs poliquets.
Són peixos bentònics, que viuen essencialment al talús continental a profunditats de 200 a 1 000 metres. Nogensmenys, certs gèneres del Nou Món viuen en les aigües costaneres i els estuaris.

## Llista dels gèneres i de les espècies
S'ha repertoriat 66 espècies en 10 gèneres :
- Gènere Coelophrys
  - Coelophrys arca Smith & Radcliffe, 1912.Peix ratpenat

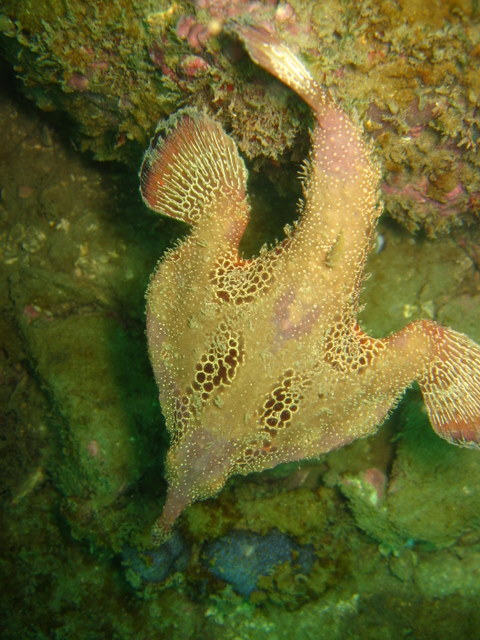
Peix ratpenat

  - Coelophrys bradburyae Endo & Shinohara, 1999.Peix ratpenat

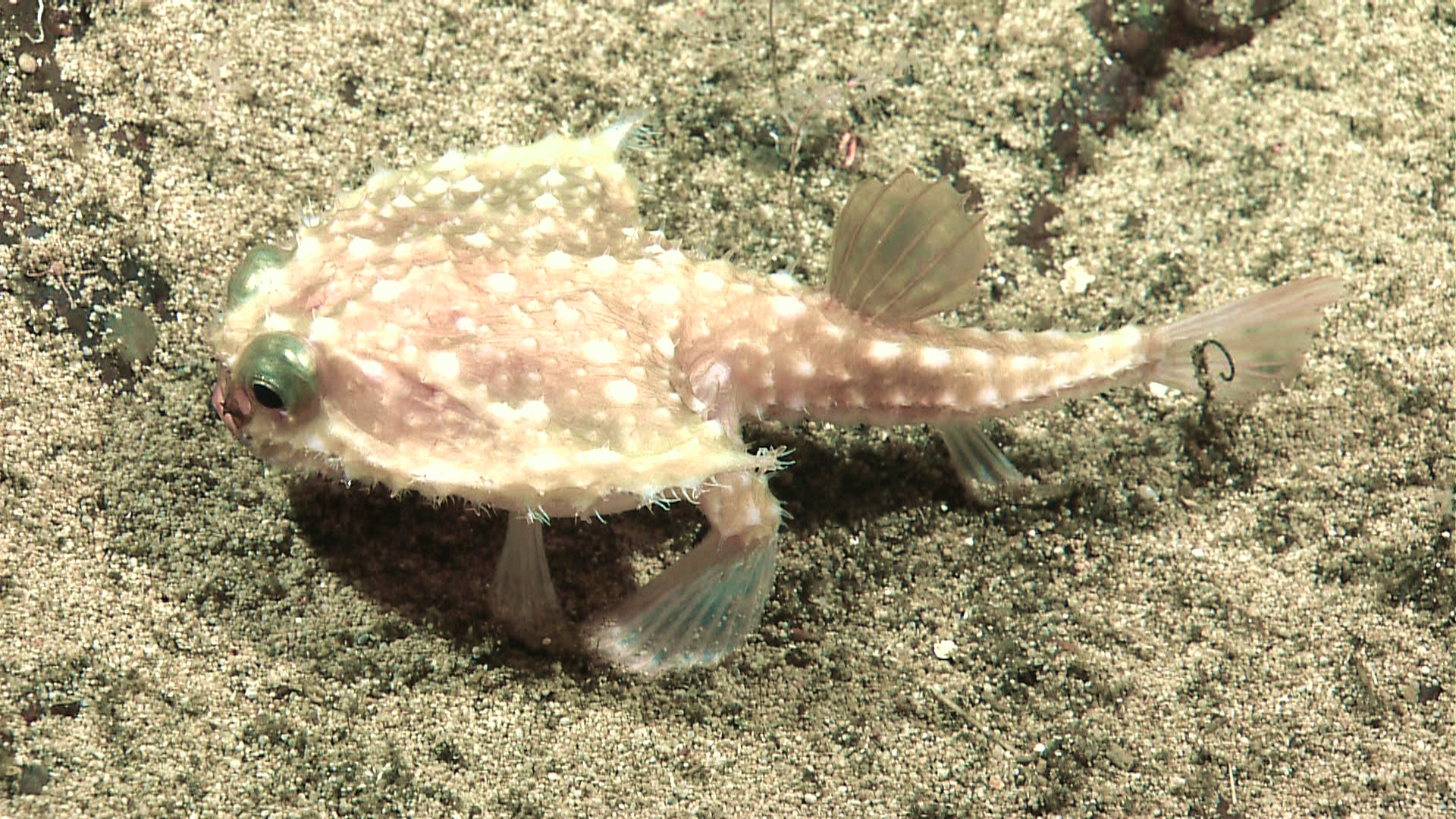
Peix ratpenat

  - Coelophrys brevicaudata Brauer, 1902. Coelophrys brevipes Smith & Radcliffe, 1912. Coelophrys mollis Smith & Radcliffe, 1912.
  - Coelophrys oblonga Smith & Radcliffe, 1912.
- Gènere Dibranchus
  - Dibranchus accinctus Bradbury, 1999.
  - Dibranchus atlanticus Peters, 1876.
  - Dibranchus cracens Bradbury, McCosker & Llarg, 1999.
  - Dibranchus discors Bradbury, McCosker & Llarg, 1999.
  - Dibranchus erinaceus (Garman, 1899).
  - Dibranchus hystrix Garman, 1899.
  - Dibranchus japonicus Amaoka & Toyoshima, 1981.
  - Dibranchus nasutus (Cuvier, 1829).
  - Dibranchus nudivomer (Garman, 1899).
  - Dibranchus sparsus (Garman, 1899).
  - Dibranchus spinosus (Garman, 1899).
  - Dibranchus spongiosa (Gilbert, 1890).
  - Dibranchus tremendus Bradbury, 1999.
  - Dibranchus velutinus Bradbury, 1999.
- Gènere Halicmetus
  - Halicmetus reticulatus Smith & Radcliffe, 1912.
  - Halicmetus ruber Alcock, 1891.
- Gènere HalieutaeaHalieutaea coccinea

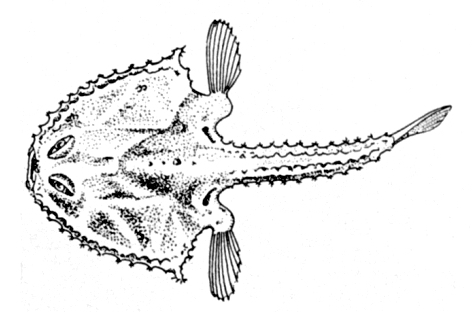
Halieutaea coccinea

  - Halieutaea brevicauda Ogilby, 1910.
  - Halieutaea coccinea Alcock, 1889.
  - Halieutaea fitzsimonsi (Gilchrist & Thompson, 1916).
  - Halieutaea fumosa Alcock, 1894.
  - Halieutaea hancocki Regan, 1908.
  - Halieutaea indica Annandale & Jenkins, 1910.
  - Halieutaea nigra Alcock, 1891.
  - Halieutaea retifera Gilbert, 1905.
  - Halieutaea stellata (Swainson, 1839).Halieutaea stellata

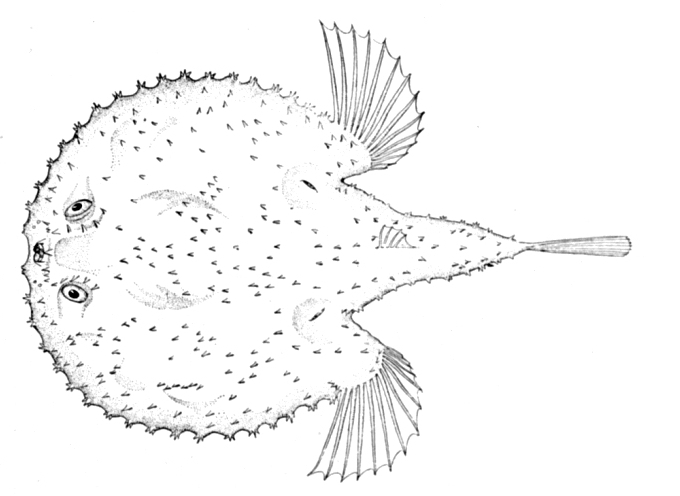
Halieutaea stellata

- Gènere HalieutichthysHalieutichthys aculeatus

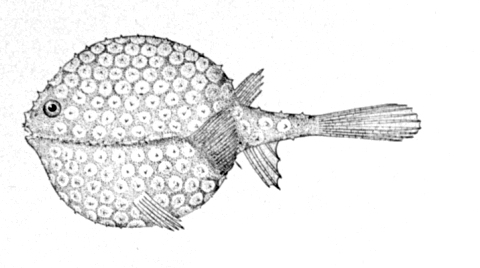
Halieutichthys aculeatus

  - Halieutichthys aculeatus (Mitchill, 1818).
- Gènere Halieutopsis
  - Halieutopsis andriashevi Bradbury, 1988.
  - Halieutopsis bathyoreos Bradbury, 1988.
  - Halieutopsis galatea Bradbury, 1988.
  - Halieutopsis ingerorum Bradbury, 1988.
  - Halieutopsis margaretae Ho & Shao, 2007
  - Halieutopsis micropa (Alcock, 1891).
  - Halieutopsis simula (Smith & Radcliffe, 1912).
  - Halieutopsis stellifera (Smith & Radcliffe, 1912).
  - Halieutopsis tumifrons Garman, 1899.
  - Halieutopsis vermicularis Smith & Radcliffe, 1912.
- Gènere Malthopsis
  - Malthopsis annulifera Tanaka, 1908.
  - Malthopsis gnoma Bradbury, 1998.
  - Malthopsis jordani Gilbert, 1905.
  - Malthopsis lutea Alcock, 1891.
  - Malthopsis mitrigera Gilbert & Cramer, 1897.
  - Malthopsis tiarella Jordan, 1902.
- Gènere Ogcocephalus
  - Longnose batfish, Ogcocephalus corniger Bradbury, 1980.
  - Ogcocephalus cubifrons (Richardson, 1836).
  - Ogcocephalus darwini Hubbs, 1958.
  - Ogcocephalus declivirostris Bradbury, 1980.
  - Ogcocephalus nasutus (Cuvier, 1829).
  - Ogcocephalus notatus (Valencianes, 1837).
  - Ogcocephalus pantostictus Bradbury, 1980.
  - Ogcocephalus parvus Longley & Hildebrand, 1940.
  - Ogcocephalus porrectus Garman, 1899.
  - Ogcocephalus pumilus Bradbury, 1980.
  - Ogcocephalus radiatus (Mitchill, 1818).
  - Ogcocephalus rostellum Bradbury, 1980.
  - Ogcocephalus vespertilio (Linnaeus, 1758).
- Gènere Solocisquama
  - Solocisquama carinata Bradbury, 1999.
  - Solocisquama erythrina (Gilbert, 1905).
  - Solocisquama stellulata (Gilbert, 1905).
- Gènere Zalieutes
  - Zalieutes elater (Jordan & Gilbert, 1882).
  - Zalieutes mcgintyi (Fowler, 1952).